# Noche de tormenta (película de 1955)
Noche de tormenta es una película española dirigida por el director español Jaime de Mayora entre 1951 y 1953, y finalmente estrenada en 1955.

## Sinopsis
Un forastero seduce y engaña a una joven pueblerina (Annette), aprovechándose de su inocencia, para matar a su madre.

## Comentario
Inicialmente su título fue 'Annette, la edad de los sueños' aunque finalmente fue renombrada 'Noche de tormenta'. Fue rodada en los estudios madrileños de Sevilla Films. Película basada en el guion original de Agustín Fanarraga y André Haguet. Música del maestro Parada y letra original de Agustín Fanarraga. Con un presupuesto de 3.337.032 pesetas, Noche de tormenta fue rodada en los estudios madrileños de Sevilla Films y estrenada el 5 de septiembre de 1955 en el Cine Rex de Madrid.

## Ficha artística
- Manuel Aguilera (Mayer)
- Anouk Aimée (Annette)
- Matilde Artero
- Mario Berriatua
- Xan das Bolas
- Mario Cabré
- Félix Dafauce
- Beni Deus
- Carlos Díaz de Mendoza
- Manrique Gil
- José Maria Illana
- Margo Lion
- Ana Moreno
- José Ocón de Eslava
- Teófilo Palou